# 제페르송
제페르송(포르투갈어: Jefferson)은 포르투갈어 문화권에서 사용되는 성씨이다.